# Sidney Udenfriend
Sidney Udenfriend (* 5. April 1918 in New York City; † 29. Dezember 1999 in Atlanta) war ein amerikanischer Biochemiker, Pharmakologe und einer der Gründungsdirektoren des Roche Institute of Molecular Biology.

## Leben
Udenfriend wurde 1918 als ältestes von drei Kindern geboren. Die Eltern waren fünf Jahre zuvor aus Europa in die Vereinigten Staaten eingewandert. Nach der Schule besuchte Udenfriend ab 1935 das City College of New York. Dort war Benjamin Harrow sein Lehrer, welcher Udenfriend so sehr beeinflusste, dass dieser beschloss, nach dem Abschluss des Colleges im Jahr 1939 an die New York University Graduate School zu wechseln, wo er bei Kenneth Blanchard am Department of Biology studierte. 1942 schloss er das Studium mit einem Master ab und ging als Biochemiker zu dem Malaria-Programm der New York University am Goldwater Memorial Hospital in New York. Hier beschäftigte er sich unter der Leitung von Bernard B. Brodie vor allem mit der Entwicklung neuer Analysemethoden für Drogen und untersuchte die Metabolisierung von Drogen.
Im Herbst 1945 kehrte Udenfriend an die University of New York zurück und begann mit seiner Promotion in Biochemie an der Medical School der Universität unter Severo Ochoa und später Albert Keston. 1948 promovierte Udenfriend und wurde anschließend Lehrkraft an der Washington University in St. Louis. Die Biochemie der Universität in St. Louis wurde damals von Nobelpreisträger Carl Ferdinand Cori geleitet. Gemeinsam mit Keston hatte Udenfried während seiner Promotionszeit eine Methode zur Untersuchung von Aminosäuren und deren Rückständen in Proteinen mittels Isotopenderivaten entwickelt, die er in St. Louis nun für Enzymanalysen weiterentwickelte.
1950 erhielt Udenfried von Institutsleiter James August Shannon eine Einladung an die National Institutes of Health. Gegen den Rat seines Chefs Cori nahm Udenfriend die angebotenen Stelle als Biochemiker im Labor für Chemische Pharmakologie am National Heart Institute in Bethesda, Maryland, an. In den ersten Jahren beschäftigte sich Udenfriend insbesondere mit der aromatischen Hydroxylierung von Phenylalanin zu Tyrosin mittels Hydroxylasen, dann der Tryptophan-Hydroylisierung, der Biosynthese von Norephedrin und Serotonin, der Prolin-Hydroxylierung und der Synthese von Kollagen. Außerdem untersuchte Udenfriend die Rolle des Serotonins beim Karzinoidsyndrom. Gemeinsam mit Albert Sjoerdsmas Team entwickelte Udenfriends Forschergruppe einen einfachen Urintest zur Diagnose des Syndroms, in dem man einen hohen Spiegel von 5-Hydroxyindolylessigsäure, einem Metabolit des Serotonins, im Urin nachwies. In den 1960er Jahren forschte Udenfriend intensiv an der Phenylketonurie.
1967 traf Udenfriend bei einer Cocktailparty den ehemaligen Kollegen John Burns, der inzwischen Vizepräsident der Forschungsabteilung von Hoffmann-La Roche war. Bei dieser Gelegenheit entstand die Idee eines molekularbiologischen Forschungszentrums bei dem Pharmakonzern. In nur vier Monaten erarbeiteten Burns, Udenfriend und Herbert Weissbach das Konzept für das „Roche Institute of Molecular Biology“ (RIMB). Im Juli 1967 unterzeichnete dann der damalige Roche-Chef V. D. Mattia den Gründungsvertrag. Udenfriend zögerte nur kurz, als er gefragt wurde, ob er Leiter der Grundlagenforschung des RIMB werden wolle und warb mehrere junge Wissenschaftler von den NIH ab. Bereits im Jahr 1968 startete das neue Institut mit vorläufigen Laboratorien am Roche-Standort in Nutley und zog 1971 in neue Räume. Im gleichen Jahr wurde Udenfriend Mitglied der National Academy of Sciences. 1974 wurde er in die American Academy of Arts and Sciences gewählt.
Auch am RIMB beschäftigte sich Udenfreind vor allem mit der Hydroxylierung – insbesondere von Prolin, Tyrosin und Dopamin. Intensiv arbeitete er auch an Fluorescamin-Nachweistests für Aminosäuren, Peptide und Proteine. Außerdem forschten er und sein Team intensiv an Alpha-Interferon und dessen Isolierung und biotechnologischen Herstellung. Bis 1983 blieb Udenfriend Direktor des RIMB, dann trat er im Alter von 65 Jahren von seiner Position zurück, blieb aber als Wissenschaftler am Institut. 1994 beschloss Hoffmann-La Roche das Institut zu schließen und setzte den Beschluss 1995 um.
Noch im gleichen Jahr wurde Udenfriend bei einem selbstverursachten Unfall schwer verletzt und lag mehrere Tage im Koma. Erst nach mehreren Monaten des Krankenhausaufenthalts und der Rehabilitation konnte er entlassen werden. Nach seiner Genesung ging er im Dezember 1996 als Direktor an das „Charles A. Dana Research Institute for Scientists Emeriti“ (RISE) an der Drew University. Bis 1999 blieb Udenfriend dort, doch die Folgen des Unfalls und das zunehmende Alter machten ihm und seiner Frau zu schaffen und das Ehepaar beschloss, zu seiner Tochter nach Atlanta zu ziehen.
Kurz nach dem Umzug musste sich Udenfriend wegen einer Koronaren Herzkrankheit einer Bypass-Operation unterziehen. Noch in der Erholungsphase nach der OP erlitt er allerdings einen schweren Schlaganfall und fiel in ein Koma. Er starb am 29. Dezember 1999 in Atlanta.

## Auszeichnungen und Ehrungen
- 1967: Van Slyke Award[1]
- 1967: Gairdner Foundation International Award[2]
- 1969: Ames Award der American Association of Clinical Chemistry[3]
- Seit 2000 vergibt die Drew University jährlich den Sidney Udenfriend Prize für Forschungsarbeiten von Studierenden.

## Veröffentlichungen (Auswahl)
Udenfriend veröffentlichte mehr als 500 Bücher und Aufsätze zu seinen Forschungsthemen, darunter einige Bände eines Standardwerks zu Peptiden:
- mit Albert Sjoerdsma, Luther L. Terry: Malignant carcinoid: a new metabolic disorder. National Heart Institute, Bethesda, 1956
- mit Herbert Weissbach, Donald F. Bogdanski: Biochemical findings relating to the action of serotonin. 1957
- Fluorescence Assay in Biology and Medicine. Band 1, Academic Press, Orlando, 1962
- Fluorescence Assay in Biology and Medicine. Band 2, Academic Press, New York, London, 1969
- mit Sydney Spector; Marion deV Cotten: Regulation of catecholamine metabolism in the nervous system. Williams & Wilkinson, Baltimore, 1972
- mit Erhard Gross, Johannes Meienhofer, Clark W. Smith, Victor J Hruby: Major methods of peptide bond formation. (=The Peptides. Analysis, Synthesis, Biology, Band 1), Academic Press, 1979
- mit Erhard Gross, Johannes Meienhofer, Clark W. Smith, Victor J Hruby: Protection of functional groups in peptide synthesis .  (=The Peptides. Analysis, Synthesis, Biology, Band 3), Academic Press, 1981
- mit Erhard Gross, Johannes Meienhofer, Clark W. Smith, Victor J Hruby: Modern techniques of conformational structural and configurational analysis. (=The Peptides. Analysis, Synthesis, Biology, Band 4), Academic Press, 1981
- mit Johannes Meienhofer: Opioidpeptides: biology, chemistry, and genetics. (=The Peptides. Analysis, Synthesis, Biology, Band 6), Academic Press, Orlando, London, 1984
- mit Johannes Meienhofer: The Peptides: Analysis, Synthesis, Biology : Conformation in Biology and Drug Design. (=The Peptides. Analysis, Synthesis, Biology, Band 7), Academic Press, 1985
- Chemistry, Biology, and Medicine of Neurohypophyseal Hormones and their Analogs: The Peptides Analysis, Synthesis, Biology. (=The Peptides. Analysis, Synthesis, Biology, Band 8), Academic Press, 1987